# Punta Solimán
Punta Solimán es una saliente o cabo en el litoral del estado de Quintana Roo, México, que se encuentra aproximadamente a 2,5 km al sur de la conocida caleta de Xel Há, limitando uno de sus extremos.
Se cree que su nombre es un deformación histórica del nombre de Salamanca que asignó Francisco de Montejo a uno de los primeros asentamientos de españoles durante las exploraciones que hicieron los conquistadores españoles en la península de Yucatán en los albores del siglo XVI. La población de Salamanca establecida por los europeos fue abandonada y desapareció con el tiempo.

## Puntas
En la península de Yucatán el término Punta se utiliza para designar las formaciones que configuran el litoral. 

"Por su morfología es posible distinguir dos tipos de Puntas: los extremos del cordón litoral que señalan las entradas de mar hacia los esteros y, por otro lado, las salientes de tierra hacia el mar, sean arenosas o pétreas, y que marcan un cambio de dirección en el trazo de la línea del litoral".